# Treuunternehmen
Bei einem Treuunternehmen nach dem liechtensteinischen Gesetz über Treuunternehmen (TrUG) handelt es sich um ein
- aufgrund der Treusatzung von einem oder mehreren Treuhändern (als treuhänderischen Inhabern)
- unter eigenem Namen oder eigener Firma geführtes beziehungsweise weiter betriebenes,
- rechtlich verselbständigtes, organisiertes,
- wirtschaftlichen oder anderen Zwecken dienendes und
- mit eigenem Vermögen bewidmetes Unternehmen,
- das weder öffentlich-rechtlichen Charakter hat noch eine andere privatrechtliche Rechtsform aufweist.

Das Treuunternehmen kann sowohl für kommerzielle als nicht kommerzielle Tätigkeiten genutzt werden.
Die Konzeption des liechtensteinischen Treuunternehmens wurde funktional teilweise an den Business Trust (Massachusetts Trust) angelehnt.
Die Ausgestaltung der Rechtsverhältnisse in einem Treuunternehmen kann weitgehend an die Anstalt privaten Rechts angeglichen oder auch stiftungsähnlich ausgestaltet werden.

## Rechtspersönlichkeit
Treuunternehmen (auch Geschäftstreuhand oder Treustiftung) gemäss TrUG können
- ohne Rechtspersönlichkeit (eigentliche Geschäftstreuhand nach Art 932a § 1 Abs. 1 PGR[3]) und
- mit Rechtspersönlichkeit (uneigentliche Geschäftstreuhand nach Art 932a § 1 Abs. 2 PGR) bestehen. Eine Zusammenfassung mehrerer Treuunternehmen mit gleichen oder verschiedenen Beteiligten als rechtlich selbständige Treuhandabteilung (Fonds) unter dieselbe Treusatzung ist möglich (Art 932a § 2 Abs. 1 PGR).

Jedes Treuunternehmen entsteht erst mit der Eintragung in das liechtensteinische Treuhandregister (Art 932a §§ 7 und 15 PGR). Der Name des Treuunternehmens kann aus dem Unternehmenszweck abgeleitet werden oder kann eine Phantasiebezeichnung sein, jedoch darf er keine Verwechslung mit einer anderen Unternehmensrechtsform wie Treuhandgesellschaft oder dergleichen hervorrufen (Art 1032a Abs. 1 PGR). Es besteht der Grundsatz der Firmenausschliesslichkeit, nach welchem eine neue Firmenbezeichnung an demselben Ort von bereits Bestehenden sich deutlich unterscheiden muss, damit eine Verwechslung ausgeschlossen sind.
Besteht in der Treusatzung keine klare Regelung, ob ein Treuunternehmen mit oder ohne Rechtspersönlichkeit gegründet wurde, wird unwiderleglich vermutet, dass es sich um Treuunternehmen ohne Persönlichkeit handelt (Art 932a § 2 Abs. 3 PGR). In der Praxis in Liechtenstein findet vor allem das eingetragene Treuunternehmen mit Rechtspersönlichkeit (uneigentliche Geschäftstreuhand) Anwendung.

## Gründung
Ein Treuunternehmen wird von natürlichen oder juristischen Personen durch die unterschriebene und beglaubigte Treusatzung gegründet (Art 932a § 9 Abs. 1 PGR).

## Zweck und Gegenstand
Das Treuunternehmen kann „zu irgend einem beliebigen, bestimmten, vernunftgemäßen und möglichen Zwecke, der nicht widerrechtlich, unsittlich oder staatsgefährlich ist, errichtet werden, insbesondere auch zur Anlage von Vermögen, Verteilung von Erträgnissen, Zusammenfassung von Unternehmen durch Übertragung von Anteilen zur treuen Hand oder zum Erwerbe, zu familienfürsorglichen, gemeinnützigen, wohltätigen, andern persönlichen, unpersönlichen oder dergleichen Zwecken“ (Art 932a § 3 Abs. 1 PGR).

## Beteiligte
Beteiligte an einem Treuunternehmen sind in der Regel nach Art 932a § 39 Abs. 1 PGR:
- die Treugeber,
- die Treuhänder und
- die Begünstigten einschließlich der Anwärter.

„Jedem Beteiligten ist, soweit ihm ein Recht, insbesondere auch eine Anwartschaft zukommt, falls und soweit die bezüglichen Urkunden nicht beim Öffentlichkeits- als Treuhandregisteramte hinterlegt sind, Einsicht in die Treuanordnung zu gewähren und er kann von den Urkunden (Satzungen, Reglementen und dergleichen) auf seine Kosten Abschrift nehmen beziehungsweise, wenn sie vervielfältigt sind, Ausfolgung von Exemplaren gegen angemessenen Ersatz der Vervielfältigungskosten verlangen“ (Art 932a § 39 Abs. 4 PGR).
Nimmt jemand gleichzeitig die Stelle eines Treuhänders (Mittreuhänders) und Begünstigten (Mitbegünstigten) ein, überwiegen die Treuhänderpflichten (Art 932a § 40 Abs. 2 PGR).
Über die Verpflichtungen der Beteiligten oder Dritter an das Treuunternehmen, wie Leistungen an den Treufonds oder dergleichen oder über Verpflichtungen des Treuunternehmens an Beteiligte, unter Vorbehalt der Rechte der Gläubiger, können auch vollstreckbare Urkunden errichtet werden  (Art 932a § 40 Abs. 4 PGR).
Das Treuunternehmen bietet sich vor allem dann an, wenn der Zweck der Gesellschaft noch nicht sicher festgelegt ist und möglicherweise später auch ein kommerzieller Zweck verfolgt werden soll. Das Treuunternehmen kann grundsätzlich über jede Zweckwidmung verfügen.

### Organisation
„Die Treuanordnung kann das Rechtsverhältnis unter den Beteiligten oder unter einzelnen Gruppen von Beteiligten, wie beispielsweise unter den Treuhändern oder Begünstigten, durch Schaffung einer Organisation näher regeln und die Rechte und Pflichten dieser organisierten Beteiligten, wie gemeinsame Geltendmachung von Rechten gegenüber dem Treuunternehmen oder andern Beteiligten oder dergleichen ordnen“ (Art 932a § 41 Abs. 1 PGR).

#### Stimmrecht
In der Regel hat jeder Stimmberechtigte und, wenn Wertpapiere ausgegeben sind, jedes Wertpapier bei Wahlen und Beschlüssen eine Stimme, sofern in der Treuordnung nicht etwas anderes bestimmt ist (Art 932a § 42 Abs. 1 PGR).
Die Mehrheit der Stimmberechtigten dürfen ihre Befugnisse „nur so ausüben, dass sie in ihrer Stellung als stillschweigende Treuhänder gegenüber der Minderheit nicht gegen die Interessen des Treuunternehmens und zum Schaden der Minderheit oder gegen die gute Sitte verstoßen“ (Art 932a § 42 Abs. 4 PGR).

### Treugeber
Treugeber (Treugründer, Treustifter, Trustor) ist im Zweifel jener, „der dem Treufonds eine Vermögensleistung macht oder zusichert“ (Art 932a § 49 Abs. 1 PGR).
„Soweit den Treugebern, welche den Treufonds unentgeltlich zugewendet und aufgrund dieser Zuwendung die Begünstigung andern unentgeltlich verschafft haben, nicht auch die Rechtsstellung als Treuhänder zukommt, können sie im gleichen Umfange wie Begünstigungsberechtigte die Einhaltung der Treuanordnung gegenüber andern Beteiligten oder Dritten gemäß Gesetz verlangen“ (Art 932a § 49 Abs. 3 PGR).
Die Praxis und Rechtsprechung hat hinsichtlich der Treugeber im Treuunternehmen dessen Stellung immer mehr dem eines Gründers in einer Anstalt privaten Rechts angenähert und ihm auch "Treugeberrechte" zugestanden (ähnlich den Gründerrechten bei der Anstalt privaten Rechts). Der OGH geht inzwischen auch von einer Möglichkeit der Abtretung von Treugeberrechten an Dritte aus.
Durch diese Praxis und Rechtsprechung wird eine typologische Unterscheidung zwischen dem Treuunternehmen und der Anstalt privaten Rechts immer mehr verwischt.

### Treuhänder
Die Bestellung, Abberufung, Kündigung und so weiter von Treugebern ist grundsätzlich in der Treuanordnung zu regeln (Art 932a § 50 Abs. 1 PGR). Das Recht zur Bestellung, Abberufung oder zum Vorschlag (Präsentationsrecht) kann für alle oder einzelne Treuhänder allen oder einzelnen Beteiligten oder auch Dritten überlassen werden (Art 932a § 50 Abs. 3 PGR).
„Sind nur bestimmte Treugenussberechtigte vorhanden, so können sie einstimmig, gegebenenfalls unter Beizug eines registeramtlich bestellten Treuhänders für die unbekannten oder ungewissen Begünstigungsberechtigten, durch einen in einer Versammlung oder im Zirkulationswege gefassten schriftlichen Beschluss Treuhänder auf Kosten des Unternehmens bestellen oder abberufen oder dergleichen“ (Art 932a § 50 Abs. 2 PGR).
Ein Treuhänder kann jederzeit auf seine Kosten seine Position aufkündigen, wobei er immerhin so lange seine Pflicht auszuüben hat, bis auf Kosten des Treugutes eine Ersatzbestellung gemäß Treuanordnung oder Gesetz vorgenommen worden ist (Art 932a § 56 Abs. 1 und § 59 Abs. 1 PGR). Aus wichtigen Gründen kann er seinen Posten auch sofort niederlegen (Art 932a § 56 Abs. 2 PGR).
Die Geschäftsführung steht im Treuunternehmen in der Regel „allen Treuhändern gemeinschaftlich zu, und sie sind verpflichtet, in guten Treuen gemeinsam zu handeln und zu entscheiden; bei gemeinnützigen oder ähnlichen Treuhänderschaften ist jedoch mangels anderer Anordnung ein Beschluss der Mehrheit auch für die Minderheit der Treuhänder bindend“ (Treuhänderrat siehe Art 932a § 62 Abs. 1 PGR). Es können auch nicht geschäftsführende Treuhänder bestellt werden (Art 932a § 63 PGR).
Eine Übertragung der Geschäftsführung auf Dritte ist im Rahmen des Gesetzes und der Treuanordnung an einzelne Treuhänder oder auch an Dritte möglich, „soweit ihnen Fachkenntnisse abgehen oder es üblich ist, Hilfspersonen beizuziehen und Reglemente über die Besorgung der Geschäftsführung mit der Maßgabe erlassen, dass auch einzelne Treuhänder oder Dritte mit der Ausführung einzelner Zweige des Unternehmens oder einzelner Treuhandgeschäfte mit oder ohne Entschädigung und unter Verantwortlichkeit aller Treuhänder für die durch sie getroffene Auswahl und die Überwachung betraut werden können“ (Art 932a § 64 Abs. 1 PGR).
„Treuhänder und Vertreter haben in Ausübung der Geschäftsführung für die Sorgfalt eines ordentlichen Geschäftsmannes, wie sie dieser in eigenen geschäftlichen Angelegenheiten anzuwenden pflegt, einzustehen, und haften für jede schuldhafte Verletzung ihrer Pflichten“ (Art 932 § 65 Abs. 1 PGR). Es besteht ein Spurfolgerecht wenn ein Treuhänder entgegen der Treuanordnung oder dem Gesetz Treugut unrechtmäßig veräußert (Art 932a § 30 Abs. 1 PGR).
Bei Treuhänderschaften ist nach Artikel 239 PGR ein Repräsentant zu bestellen, der in Liechtenstein den Wohnsitz hat, sofern nicht der Treuhänder bereits in Liechtenstein wohnt oder bei juristischen Personen, den Sitz in Liechtenstein hat.

#### Auskunftspflicht
Jedem Begünstigungsberechtigten und Mittreuhänder ist auf Verlangen, „über alle Tatsachen und Verhältnisse, insbesondere über Stand und Anlage des Treuvermögens in billiger Weise Auskunft zu geben, in angemessenen Zeitabständen Bericht zu erstatten und Rechnung zu legen und sich auch darüber zu erklären, warum sie tatsächlich Vermögen einschließlich Erträgen nicht erhalten beziehungsweise nicht erzielt haben, welche sie nach dem gewöhnlichen Laufe der Dinge oder gemäss sonstigen Umständen hätten erhalten beziehungsweise erzielen sollen oder können“ (Art 932a § 68 Abs. 1 und 69 Abs. 1 PGR).
Diese gesetzlich vorgesehene Auskunftspflicht ist dispositiv ausgestaltet. Die Treuanordnung kann diesbezüglich eine andere Regelung vorsehen. Der Treugeber kann daher das Auskunftsrecht der Berechtigten im Treustatut erweitern oder einschränken. Eine weitere Einschränkung findet sich in Art 932a § 68 Abs. 1 PGR soweit, dass den Begünstigungsberechtigten, einschliesslich der Anwartschaftsberechtigten, nur „soweit es deren Rechte betrifft“ Auskunft zu geben ist.

#### Ersatzansprüche und Treulohn
Treuhänder können „für ihre Ansprüche (Ersatz von Auslagen und Verwendungen für das Treuunternehmen und der ihnen aus dem Unternehmen erwachsenen Schäden, ferner Befreiung von den im Interesse des Unternehmens eingegangenen oder sonst zu ihren Lasten entstandenen Verpflichtungen, sowie für Treulohn und Ersatz landesüblicher Zinsen) als Gläubiger nur insoweit Befriedigung verlangen, als sie nicht durch ihr Verschulden entstanden sind und durch die Umstände gerechtfertigt erscheinen“ (Art 932a § 71 Abs. 1 PGR). Diese Ansprüche richten sich grundsätzlich gegen das Treuunternehmen selbst (Art 932a § 72 Abs. 1 PGR).

### Treubegünstigte
Treubegünstigte (Benefiziare, Begünstigte, Bedachte etc.) sind diejenigen, „die gemäss der Treuanordnung irgend einen gegenwärtigen oder zukünftigen Vorteil aus dem Treuunternehmen“ ziehen dürfen (Art 932a § 78 Abs. 1 PGR).
„Die Treubegünstigung kann mit oder ohne Gegenleistung, wie durch Einkaufsgelder, laufende Beiträge oder dergleichen seitens der Treugeber für die Begünstigten oder seitens letzterer als Treugeber an das Treuunternehmen und mit oder ohne Ausgabe von Wertpapieren über die Begünstigung entstehen, sofern die Treuanordnung nicht eine gemeinnützige oder mit ähnlichem Zwecke ausgestattete Treuhänderschaft mit zum voraus nicht bestimmten Begünstigten oder mit unpersönlichen Begünstigungen oder dergleichen vorsieht“ (Art 932a § 80 Abs. 1 PGR).
„Rechte und Pflichten der Begünstigten bestimmen sich im Allgemeinen nach Gesetz oder Treuanordnung, gegebenenfalls nach dem Inhalte der über die Begünstigung ausgegebenen Wertpapiere und ergänzend nach den Vorschriften über die Treuhänderschaften im Allgemeinen“  (Art 932a § 94 Abs. 1 PGR).
Insbesondere bei Familientreuunternehmen ist über die bestimmten Begünstigungsbesitzer beziehungsweise lebenden Anwartschaftsberechtigten ein Verzeichnis anzulegen und fortlaufend richtiggestellt weiter zu führen (Art 932a § 102 Abs. 1 PGR),
- wenn der Treugenuss nicht mit einem Inhaberpapier verbunden oder
- die Bestimmung der Begünstigten nicht ins freie Ermessen der Treuhänder, anderer Stellen oder Dritter gestellt ist, oder
- sofern nicht sonst ein Treuunternehmen mit einem gemeinnützigen oder ähnlichem Zwecke mit unbestimmten Begünstigungsempfängern vorliegt, oder
- keine unpersönlichen Begünstigungen bestehen.

Die Begünstigtenrechte sind ganz oder teilweise übertragbar und vererblich, belastbar und pfändbar, soweit dies nicht in der Treusatzung ausgeschlossen wird oder ein höchstpersönliches Recht besteht (Art 932a § 122 Abs. 1 PGR).

## Treusatzung
Die Treusatzung kann vom Treugeber, dem Treuhänder oder einem Dritten aufgestellt werden und muss als besondere Urkunde errichtet sein (Art 932a § 9 Abs. 1 PGR).
Die Treusatzung hat mindestens anzugeben (Art 932a § 9 Abs. 2 PGR):
1. Firma (Name), Sitz, Dauer, Zweck des Treuunternehmens beziehungsweise den Gegenstand des Unternehmens
2. Bezeichnung als "Treuunternehmen", "Treustiftung" beziehungsweise "Geschäftstreuhand", oder einen gleichartigen Ausdruck;
3. Details zum Treufonds, allenfalls dessen Beschaffung;
4. Zahl, Art und Weise der Bestellung der Treuhänder, sowie eine Angabe darüber, wie die künftige Bestellung von Treuhändern bei Wegfall aus irgendeinem Grunde zu erfolgen hat;
5. Form der Bekanntmachung an Dritte.

Die Treusatzung kann außerdem noch weitere Angaben enthalten. Diese besondere Regelungen können auch einem in der Treusatzung vorgesehenen Reglemente (Beistatut) vorbehalten werden (Art 932a § 10 Abs. 1 PGR).

## Haftung

### Treuunternehmen
Grundsätzlich haftet für die Verbindlichkeiten des Treuunternehmens gegenüber Dritten nur „er in der Treusatzung angegebene Treufonds, sowie das allfällig sonstige weitere Vermögen des Treuunternehmens.“ Eine persönliche Haftung der Beteiligten oder gesetzliche Nachschussverpflichtung besteht in der Regel nicht (Art 932a § 36 Abs. 1 PGR).

#### Ausdehnung der Haftung
In der Treusatzung kann bestimmt werden, „dass auch das sonstige, nicht im Unternehmen als Treufonds oder sonstwie enthaltene Treuvermögen aus einer Treuhänderschaft, wozu das Unternehmen selbst gehört, für dessen Verbindlichkeiten hafte“ (Art 932a § 37 Abs. 1 PGR).

#### Einschränkung der Haftung
„In der Treusatzung darf bei einem Treuunternehmen ohne kaufmännischen Betrieb und ohne Ausübung eines andern Gewerbes die zum Treuhandregister zwecks Eintragung anzumeldende Bestimmung aufgenommen werden, dass nach Errichtung für das Unternehmen gültige private Verbindlichkeiten, abgesehen von Ansprüchen aus unerlaubten Handlungen, nur mit Zustimmung eines besonderen Organes oder der nächsten Anwärter oder Dritter eingegangen werden können, oder dass ein privater Gläubiger seine Befriedigung nur aus dem nicht zum Treufonds gehörigen Vermögen oder nur aus den Erträgnissen oder weder aus dem Treugute noch aus dem Ertrage suchen darf, solange das Treuunternehmen nicht beendigt ist“ (Art 932a § 38 Abs. 1 PGR). Weitere Einschränkungen sind möglich (Art 932a § 38 Abs. 2 ff PGR).

### Treuhänder
„Soweit es die Treusatzung nicht anders bestimmt und unter Vorbehalt unerlaubter Handlungen oder besonderer Vereinbarungen haften mehrere Treugeber als solche für ihre infolge Errichtung des Treuunternehmens eingegangenen Verpflichtungen nicht solidarisch“ (Art 932a § 24 Abs. 1 und 142 ff PGR).

#### Haftung gegenüber dem Treuunternehmen
„Hat ein Treuhänder oder Vertreter des Treuunternehmens entgegen der Treuanordnung oder Gesetz Treugut unrechtmässig veräussert, so hat jeder andere Treuhänder oder Begünstigungs- oder Anwartschaftsberechtigte das Recht zur Spurfolge nach dem Treugute, und er kann dasselbe nach Mitteilung an die geschäftsführenden Treuhänder namens und zu Gunsten des Treuunternehmens nach den Besitzesregeln herausverlangen, sofern das Treugut nicht von einem Dritten, der keine Kenntnis von der Treuhandeigenschaft zur Zeit des Erwerbes hatte, gegen angemessenes Entgelt erworben worden ist“ (Art 932a § 30 Abs. 1 PGR).

#### Haftung gegenüber Dritten
„Wenn Treuhänder in Ausübung ihrer Treumacht einen gutgläubigen Dritten durch absichtliche Täuschung unter der Vorgabe geschädigt haben, dass eine entgegen der Treuanordnung über das Treugut hinausgehende Haftung oder Nachschusspflicht oder ein grösseres als das tatsächliche Treuvermögen bestehe oder dergleichen, so sind die handelnden Treuhänder für den dem Dritten im Zusammenhange damit entstandenen Schaden unbeschränkt und solidarisch verantwortlich, unter Vorbehalt ihres Rückgriffsrechtes gegen das Treuunternehmen oder andere Personen, soweit es beziehungsweise sie bereichert sind oder sonst Nutzen gezogen haben“ (Art 932a § 36 Abs. 2 PGR).
„Für unerlaubte Handlungen und Unterlassungen, die Treuhänder in Ausübung ihrer Treumacht oder ein Organ oder sonst ein nach der Treusatzung berufener Vertreter in Ausübung ihrer Vertretungstätigkeit begangen haben, sind diese neben dem Treuunternehmen, im übrigen unter entsprechender Anwendung der bezüglichen Vorschriften bei Verbandspersonen, unbeschränkt und solidarisch verantwortlich“ (Art 932a § 36 Abs. 4 PGR).

### Begünstigtenverantwortlichkeit
„Haben Mitbegünstigte einen Treuhänder zum Treubruche verleitet oder sonst in ihrer gleichzeitigen Stellung als Treuhänder allein einen solchen begangen oder einem solchen zugestimmt, so haften sie bis zur Höhe ihrer Begünstigtenrechte allein, darüber hinaus gemeinsam mit andern Fehlbaren den andern Anspruchsberechtigten für den entstandenen Schaden, das Treuunternehmen jedoch hat, soweit es anspruchsberechtigt ist, ein gesetzliches Pfandrecht auf dem Treugenusse, wenn dieser nicht etwa unveräusserlich erklärt ist“ (Art 932a § 145 Abs. 1 PGR).

### Verantwortlichkeit Dritter als konstruktiver Treuhänder
Handelt dem Treuunternehmen gegenüber ein Dritter (auch Vertreter, Angestellte, sonstige Hilfspersonen und dergleichen eines Treuunternehmens) „unter absichtlicher Täuschung, er sei als Treuhänder dazu befugt, oder mischt er sich sonst unbefugt in die Geschäftsführung ein, oder erhält er in der vorgegebenen Eigenschaft als Treuhänder oder in Kenntnis eines von einem andern begangenen Treubruches in unzulässiger Weise Treuvermögen, oder zieht er sonst widerrechtlich oder in einer wider Treu und Glauben verstoßenden Weise Nutzen aus dem Treugute, oder hilft der Dritte in andern Fällen den Treuhändern wissentlich einen Treubruch begehen, so haftet er gleich dem Treuhänder und ist gleich diesem zur Auskunftgabe verpflichtet“ (Art 932a § 146 PGR).

## Treufonds
Der Wert des Treufonds muss mindestens 30 000 Schweizer Franken betragen (Sacheinlage möglich). Erfolgt die Eintragung im Treuhandregister in Euro oder US-Dollar, so hat der Wert des Treufonds mindestens 30 000 Euro oder 30 000 US-Dollar zu betragen (Art 932a § 22 Abs. 1 PGR).
„Der Treufonds kann, wenn die Treusatzung es nicht ausschließt, durch sukzessive, ganz oder teilweise geleistete Einlagen der alten oder neu beitretenden Treugeber gegen schriftliche Beitrittserklärung zum Treuunternehmen erhöht, oder durch allmähliche Verteilung vermindert werden“ (Art 932 § 22 Abs. 2 PGR).
Für Leistungen an den Treufonds können auch Wertpapiere über die Begünstigung ausgegeben werden (Art 932 § 23 Abs. 1 PGR).

## Treuvermögen
Gemäß Art 932a § 25 PGR finden auf das Treuvermögen als Sondergut „die Vorschriften über das Treugut unter den Treuhänderschaften im Allgemeinen ergänzend Anwendung, soweit sich aus den Bestimmungen über das Treuunternehmen nicht Abweichungen ergeben. Auf die Zuwendung von Vermögen vor und nach der Entstehung des Treuunternehmens finden ergänzend die für Stiftungen geltenden Regeln Anwendung.“
Das Treuvermögen ist vom Treufonds zu unterscheiden. Das Treuvermögen umfasst alle Vermögensbestandteile des Treuunternehmens und überschreitet in der Regel den Treufonds wertmäßig.

### Vermögensverwaltung und -anlage
„Die Treuhänder haben im Rahmen von Gesetz und Treuanordnung für ordnungsmäßige Verwaltung und Erhaltung des Treuvermögens in seinem rechtlichen und wirtschaftlichen Bestande und insbesondere dafür zu sorgen, dass das Treuvermögen, soweit es die Natur des Geschäftes, die Umstände oder die Erreichung des Zweckes zulassen, in den Besitz der Unternehmung gelangt, nicht mit eigenem Vermögen vermischt, unsicher angelegtes Vermögen eingezogen und entsprechend angelegt wird“ (Art 932a § 28 Abs. 1 PGR).
Ergibt sich aus dem Zwecke oder der Treuanordnung des Treuunternehmens nichts anderes, „so können die Treuhänder mit einfachem Mehr beschliessen, dass sie das Treuvermögen, insbesondere auch verfügbare Erträge bis zu deren Verteilung nach den Vorschriften über die Treuhänderschaften im Allgemeinen sicher und fruchtbringend anlegen“ (Art 932a § 31 Abs. 1 PGR). „Eine nach Gesetz oder Treuanordnung unzulässige Vermögensanlage können die Treuhänder jederzeit, wenn nicht alle Begünstigungsberechtigten oder eine sonst zuständige Stelle sie genehmigen, in eine zulässige umwandeln“ (Art 932a § 31 Abs. 2 PGR).
Die Treuhänder sind nach Art 932a § 29 PGR zur Veräußerung oder Belastung von Treuvermögen einschließlich des Ertrages im Rahmen des Zweckes oder Gegenstandes des Unternehmens und kraft Gesetzes befugt:
- bei schnell verbrauchbaren oder verderblichen Sachen, deren Erlös an Stelle der Sache tritt;
- zur Abzahlung von Verbindlichkeiten der Beteiligten, soweit Treugut hiefür in Anspruch genommen werden kann;
- aus wichtigen Gründen, wie zu
  - Verfügungen, die öffentlichen Zwecken dienen, oder
  - zur Erhaltung oder Verbesserung von Treugütern.

### Reservefonds und andere Rücklagen
Zur Sicherung gegen Verluste, Entwertung oder einer nachhaltigen Ertragsfähigkeit oder dergleichen kann ein angemessener Reservefonds oder Rücklagen angelegt werden (Art 932a § 33 Abs. 1 PGR). Unter Umständen sind die Treuhänder auch zur Bildung eines Reservefonds oder anderer Rücklagen verpflichtet (Art 932a § 33 Abs. 2 ff PGR).

### Verteilung von Vermögen und Ertrag
„Soll nach der Treuanordnung alljährlich oder in kürzeren oder längeren Zeitperioden der Reinertrag oder ein Teil desselben oder Vermögen an die Begünstigten als Einkommen ausgeteilt werden, so haben die geschäftsführenden Treuhänder mangels anderer Anordnung nach billigem Ermessen unter Zugrundelegung der Regeln einer ordentlichen Ertragswirtschaft und ergänzend jener über die Nutzniessung zu bestimmen, was als Nutzungen, Lasten, Unkosten oder dergleichen auf die Ertragsrechnung (Gewinn- und Verlustrechnung) und was auf Rechnung des Treuvermögens einschließlich des Zuwachses zu setzen ist und gegebenenfalls nach welcher Zeitperiode die Reinerträge zur Verteilung gelangen“ (Art 932a § 26 Abs. 2 PGR).
Eine allmähliche Verteilung (Zuwendung) von Treuvermögen unter Begünstigte darf nur insoweit erfolgen, als dadurch die Verbindlichkeiten des Treuunternehmens gegen Dritte und andere Begünstigte durch das vorhandene Vermögen noch gesichert sind (Art 932  § 27 Abs. 1 PGR).

## Revisionsstelle
Wird vom Treuunternehmen ein nach kaufmännischer Art geführtes Gewerbe ausgeübt oder kann ein solches gemäß Treusatzung geführt werden, muss zwingend eine Revisionsstelle bestellt werden (Art 932a § 43 Abs. 1 PGR und Art 192 Abs. 8, 195 PGR).
In jedem Fall muss jährliche in Vermögensverzeichnis aufgestellt werden (Art 932a § 34 Abs. 1 PGR).

## Amtliche Treuüberwachungsstelle
Bei Treuunternehmen ohne kaufmännischen Betrieb kann „aus wichtigen Gründen auf Antrag von Beteiligten oder solcher Personen oder Stellen, denen ein Recht zur Bestellung oder Abberufung oder zum Vorschlage von Treuhändern oder ein Vorschlags- oder Verleihungsrecht zum Treugenusse zukommt, oder der Gesamtrechtsnachfolger oder der Willensvollstrecker des Treugebers, welche den gesamten Treufonds für die Begünstigung anderer unentgeltlich beigestellt haben, eine Treuüberwachungsstelle“ vom Handelsregister eingesetzt werden (Art 932a § 154 Abs. 1 PGR).
Die Überwachungsstelle hat grundsätzlich jene Rechte und Pflichten, die das Amt für Justiz „bei der Bestellung oder nachher anordnet, mindestens aber jene, die der Aufsichtsrat bei der Aktiengesellschaft hat und ihre Mitglieder haben ergänzend die Stellung von Zusatztreuhändern“ (Art 932a § 156 Abs. 1 PGR).

## Beendigung
Die Beendigung (Auflösung und Erlöschen) eines Treuunternehmens erfolgt regelmäßig wegen (Art 932a § 17 PGR):
- Konkurs wegen Zahlungsunfähigkeit oder Überschuldung,
- Aufhebungsverfahren wegen Widerrechtlichkeit, Unsittlichkeit oder Staatsgefährlichkeit des Zweckes oder staatsgefährlicher Tätigkeit,
- Vernichtbarkeitsverfahren wegen wesentlicher Mängel der Treusatzung;
- freiwilliger Liquidation,
- Zeitablauf, und
- nach den für die Aufhebung einer Stiftung aufgestellten Regeln.

## Entwicklung
Die Entwicklung der Bestandzahl der Treuunternehmen umfasst alle im Handelsregister eingetragenen Treuunternehmen in Liechtenstein, nicht jedoch eingetragene Treuhänderschaften (dies waren zum 1. Januar 2020 etwa 1900 Treuhänderschaften). Die Daten wurden der Veröffentlichung des Handelsregisters in Liechtenstein entnommen, wie sie jährlich im Rechenschaftsbericht publiziert werden. Angaben jeweils zum 31. Dezember jeden Jahres. Vor dem Jahr 2009 wurden die Treuunternehmen in der jährlichen Statistik nicht getrennt ausgewiesen. Im Zeitraum vom 31. Dezember 2009 bis zum 1. Januar 2021 wurden im Register rund 1800 Treuunternehmen gelöscht (- 76 %). Bei weiterer Anhaltung dieser Entwicklung, wie in den Jahren 2009 bis 2021 mit jährlich etwa 160 Löschungen, wird es spätestens 2030 in Liechtenstein keine Treuunternehmen mehr geben. Während der Aufbau auf einen Höchststand von 2386 Treuunternehmen etwa 70 Jahre dauerte, würde die Reduktion auf einen Stand in den 1930er Jahren, sofern die Tendenzen der Löschungen anhalten, in nur rund 20 Jahren erreicht.
| 2386 | 2188 | 2018 | 1797 | 1585 | 1388 | 1206 | 975  | 848  | 767  | 631  | 580  |
| 2009 | 2010 | 2011 | 2012 | 2013 | 2014 | 2015 | 2016 | 2017 | 2018 | 2019 | 2020 |

Beachte: Die Zahlenangaben im jeweils aktuellen Rechenschaftsbericht sind jeweils vom 31. Dezember jeden Jahres zum 1. Januar des nächsten Jahres nicht übereinstimmend und werden offensichtlich in jedem nachfolgenden Rechenschaftsbericht der Regierung nachkorrigiert. Es handelt sich daher bei diesen Zahlen für das aktuelle Jahr nur um vorläufige Angaben. Auf Grund der Kleinen Anfrage des Abgeordneten Harry Quaderer vom Oktober 2012 wurde von Regierungsrätin Aurelia Frick mitgeteilt, dass durch die „laufende Nacherfassung alter Registerkarten (…) Rechtseinheiten in die Handelsregister-Datenbank laufend ein- bzw. ausgetragen“ werden. „Diese Änderungen in der Bestandszahl werden nicht als »Neugründung« bzw. »Löschung« geführt, da der Vorgang nicht im aktuellen Jahr geschehen ist. Dies hat zur Folge, dass die Bestandszahl per 31.12. nicht mit der Zahl vom 1.1. des Folgejahres übereinstimmt'.“ Warum auch 10 Jahre nach dieser Anfrage immer noch "alte Registerkarten" laufend ein- bzw. ausgetragen werden und die Zahlen von einem ins andere Jahr nicht übereinstimmen, ist nicht ersichtlich.
Zur detaillierten Gesamtstatistik für alle Unternehmensformen in Liechtenstein: siehe Handelsregister (Liechtenstein).